# Nattarasankottai
Nattarasankottai es una ciudad y nagar Panchayat situada en el distrito de Sivaganga en el estado de Tamil Nadu (India). Su población es de 5860 habitantes (2011). Se encuentra a 8 km de Sivaganga y a 53 km de Madurai.

## Demografía
Según el censo de 2011 la población de Nattarasankottai era de 5860 habitantes, de los cuales 2830 eran hombres y 3030 eran mujeres. Nattarasankottai tiene una tasa media de alfabetización del 81,99%, superior a la media estatal del 80,09%: la alfabetización masculina es del 89,71%, y la alfabetización femenina del 74,88%.